# جان کانلی (بازیکن فوتبال)
جان مایکل کانلی انگلیسی: John Michael Connelly؛ ۱۸ ژوئیهٔ ۱۹۳۸ - ۲۵ اکتبر ۲۰۱۲) بازیکن فوتبال اهل انگلستان بود که سابقهٔ بازی در تیم ملی فوتبال انگلستان را در کارنامهٔ خود داشت. وی در تاریخ ۱۷ اکتبر ۱۹۵۹ نخستین بازی ملی خود را در مقابل تیم ملی فوتبال ولز انجام داد و با حضور در ۲۰ بازی ملی، در تاریخ ۱۱ ژوئیه ۱۹۶۶ واپسین بازی ملی‌اش را در برابر تیم ملی فوتبال اروگوئه برگزار کرد.
این بازیکن توانسته در بازی‌های ملی، ۷ گل به ثمر برساند.